# XviD
XviD é um software livre e codec de vídeo MPEG-4 código aberto. Foi criado por um grupo de programadores voluntários depois que o OpenDivx foi fechado em julho de 2001.
XviD é o maior competidor do DivX (XviD de trás para frente). Enquanto DivX é um código fechado as no Microsoft Windows, Mac OS X, e Linux, Xvid é código aberto e pode rodar em qualquer plataforma.

## História
Em Janeiro de 2001, DivXNetworks fundou o OpenDivX como uma parte do Projeto Mayo que teve a intenção de ser o lugar de projetos multimídias de código aberto. OpenDivx criou um codec de vídeo código aberto para MPEG-4, baseado na versão do MoMuSys do encoder MPEG-4. O código fonte, entretanto, foi colocado com uma licença restrita e somente membros do Centro de Pesquisas Avançadas DivX (DARC em inglês) poderiam ter acesso aos repositórios dos códigos do projeto (CVS). No inicio de 2001, um membro da DARC chamado Sparky escreveu uma versão do encoder core chamado encore2, que foi atualizado várias vezes. Em abril, o código foi removido do repositório sem qualquer aviso. A explicação dada por Sparky foi Nós (nossos chefes) decidimos que ainda não estamos prontos para ter nosso projeto como público.
Em julho de 2001, desenvolvedores começaram a se queixar sobre a falta de atividade do projeto; o último CVS foi atualizado muitos meses antes, bugfixes foram ignorados, e a documentação prometida não foi escrita. Logo depois, DARC lançou a versão beta do seu codec comercial DivX 4 de código fechado, que foi baseado no encore2, dizendo que "o que a comunidade realmente quer é o Winamp, não o Linux". Muitos acusaram o DivXNetworks de começar o OpenDivX com o propósito de colecionar idéias de muitas pessoas para usar no seu codec DivX 4, alguns ficaram desapontados ao ver que o codec estava estagnado e quiseram continuar trabalhando com ele, enquanto outros ficaram com raiva da forma que o DivXNetworks declarou o projeto como código aberto. Isso depois que o repositório do OpenDivX foi criado, usando a última versão do encore2 que foi baixado antes que fosse removido. Desde então, todo o código do OpenDivx foi substituído e o XviD foi publicado sobre a licença GPL.

## Direitos Autorais
Acredita-se que algumas características do XviD são cobertas por patentes de software em vários países (mais especificamente nos Estados Unidos e Japão). Por essa razão, a versão do XviD 0.9.x não fora licenciado em países onde esses tipos de patentes estão em vigor. Entretanto, na versão 1.0.x, a licença GNU GPL v2 foi usada sem explicitar as restrições geográficas. O uso legal do XviD pode ainda estar restrito por leis locais. (Veja a lista de discussão por e-mail , , .)